# Scoundrel Days
Scoundrel Days (englisch Schurkentage) ist das zweite Studioalbum der norwegischen Pop-Rock-Band a-ha, das im Oktober 1986 erschien.

## Entstehung und Inhalt
Die Erstveröffentlichung von Scoundrel Days erfolgte am 6. Oktober 1986 bei Warner Bros. Records. Das Album erschien in seiner Originalausführung als CD (Katalognummer: 925 501-2), LP (Katalognummer: 925 501-1) und MC (Katalognummer: 925 501-4) mit zehn Titeln. Am 9. Juli 2010 erschien bei Rhino Records eine remasterte Deluxeversion des Albums (Katalognummer: 8122797951), die zusätzlich zu den regulären Liedern 29 Demoaufnahmen, Remixe und unveröffentlichte Lieder enthält.
Geschrieben wurden die Lieder von den a-ha-Mitgliedern Magne Furuholmen, Morten Harket und Pål Waaktaar-Savoy, in verschiedenen Konstellationen. Furuholmen und Waaktaar-Savoy zeichneten darüber hinaus für Teile der Produktion verantwortlich, weitere Produktionsarbeiten stammten von John Ratcliff und Alan Tarney. Für das Lied The Swing of Things wurde unter anderem Michael Sturgis als Studio-Schlagzeuger engagiert. Oftmals wird die Natur als romantische Metapher verwendet, etwa bei We’re Looking for the Whales oder Cry Wolf. Für die Instrumentierung wurden unter anderem der Synthesizer Yamaha DX7 und Roland Juno 60 / 106 verwendet.

## Titelliste
1. Scoundrel Days – 3:56 (Magne Furuholmen, Paul Waaktaar-Savoy)
2. The Swing of Things – 4:14 (Paul Waaktaar-Savoy)
3. I’ve Been Losing You – 4:24 (Paul Waaktaar-Savoy)
4. October – 3:48 (Paul Waaktaar-Savoy)
5. Manhattan Skyline – 4:52 (Magne Furuholmen, Paul Waaktaar-Savoy)
6. Cry Wolf – 4:05 (Magne Furuholmen, Paul Waaktaar-Savoy)
7. We’re Looking for the Whales – 3:39 (Magne Furuholmen, Paul Waaktaar-Savoy)
8. The Weight of the Wind – 3:57 (Paul Waaktaar-Savoy)
9. Maybe, Maybe – 2:34 (Magne Furuholmen)
10. The Soft Rains of April – 3:12 (Magne Furuholmen, Paul Waaktaar-Savoy)

## Singleauskopplungen
Ausgekoppelt wurden die Singles I’ve Been Losing You, Cry Wolf und Manhattan Skyline, die es in zahlreichen Ländern in die Charts schafften. Barry Page berichtet in seinem Buch a-ha – Down to the Tracks, dass Scoundrel Days als vierte Single herausgekommen wäre, wenn a-ha nicht den Auftrag bekommen hätte, den nächsten Bond-Titelsong zu komponieren und es so zu zeitlichen Überschneidungen bei der Veröffentlichung zwischen der vierten Albumsingle und The Living Daylights kam.

## Rezensionen
Bei Allmusic erhielt das Album 3,5 von 5 Sternen. Ned Raggett schrieb, wenngleich das Album nicht so stark wie das Debüt sei, hätten a-ha, immer noch als „Schöne-Jungs-Band“ vermarktet, damit Erfolg gehabt. Allein die beiden Eröffnungsstücke zählten zu den stärksten, die es gebe. Auf Laut.de wurde das Album 2012 als „Meilenstein“ und als „erhabene Welt der Melancholie“ bezeichnet und erhielt die maximale Punktzahl.
Der Rolling Stone vergab für die Deluxe-Version 5 von 5 Sternen und schrieb: „Nach dem starken I’ve Been Losing You erwiesen sich ausgerechnet die zwei anderen Single-Auskopplungen aus Scoundrel Days als die schwächeren Songs der Platte. Cry Wolf schielte, mit seinem für die Achtziger so typischen Synthi-Fanfaren-Refrain, vielleicht einen Tick zu sehr auf die Tanzfläche. Manhattan Skyline irritierte weniger durch seinen Stimmungswechsel im Refrain (...) als durch den unfreiwillig komischen Versuch, nach Harkets Ausruf „You Know!“ mit Gitarre und Keyboard Härte zu demonstrieren.“

## Kommerzieller Erfolg

### Chartplatzierungen
| ChartsChartplatzierungen       | Höchstplatzierung | Wochen/ Monate |
| ------------------------------ | ----------------- | -------------- |
| Deutschland (GfK)              | 4 (31 Wo.)        | 31 Wo.         |
| Österreich (Ö3)                | 9 (3 Mt.)         | 3 Mt.          |
| Schweiz (IFPI)                 | 6 (15 Wo.)        | 15 Wo.         |
| Vereinigte Staaten (Billboard) | 74 (10 Wo.)       | 10 Wo.         |
| Vereinigtes Königreich (OCC)   | 2 (29 Wo.)        | 29 Wo.         |

| ChartsJahrescharts (1987) | Platzierung |
| ------------------------- | ----------- |
| Deutschland (GfK)         | 35          |

### Auszeichnungen für Musikverkäufe
Das Album verkaufte sich weltweit laut Quellen über fünf Millionen Mal, davon sind über 2,1 Millionen Einheiten mit Schallplattenauszeichnungen belegt.
| Land/Region                  | Auszeichnungen für Musikverkäufe (Land/Region, Auszeichnung, Verkäufe) | Verkäufe  |
| ---------------------------- | ---------------------------------------------------------------------- | --------- |
| Brasilien (PMB)              | 3× Gold                                                                | 300.000   |
| Deutschland (BVMI)           | Platin                                                                 | 500.000   |
| Frankreich (SNEP)            | Platin                                                                 | 400.000   |
| Neuseeland (RMNZ)            | Platin                                                                 | 15.000    |
| Norwegen (IFPI)              | 2× Platin                                                              | 200.000   |
| Schweden (IFPI)              | Gold                                                                   | 50.000    |
| Schweiz (IFPI)               | Platin                                                                 | 50.000    |
| Vereinigtes Königreich (BPI) | 2× Platin                                                              | 600.000   |
| Insgesamt                    | 2× Gold · 9× Platin ·                                                  | 2.120.000 |